# Franklin Gutiérrez
Franklin Rafael Gutiérrez (ur. 21 lutego 1983 w Maracaibo) – wenezuelski baseballista występujący na pozycji zapolowego.

## Przebieg kariery
W listopadzie 2000 roku podpisał kontrakt jako wolny agent z organizacją Los Angeles Dodgers. Zawodową karierę rozpoczął od występów w GCL Dodgers (poziom Rookie), następnie w 2002 grał w South Georgia Waves (Class A) i Las Vegas 51s (Triple-A). W sezonie 2003 występował w Vero Beach Dodgers (Class A Advanced) i Jacksonville Suns (Double-A).
W kwietniu 2004 w ramach wymiany zawodników przeszedł do Cleveland Indians i początkowo grał w niższych ligach, w Akron Aeros (Double-A) i Buffalo Bisons (Triple-A). Sezon 2005 rozpoczął od występów w Aeros i Bills, a 31 sierpnia został przesunięty do 40-osobowego składu Indians i tego samego dnia zadebiutował w meczu przeciwko Detroit Tigers jako pinch runner. W sezonie 2005 w MLB zagrał jeszcze w sześciu spotkaniach, a następnie został przesunięty do zespołu Bills. Kolejne powołanie do składu Indians otrzymał 14 czerwca 2006 i dwa dni później w meczu z Milwaukee Brewers po raz pierwszy wyszedł w podstawowym składzie. 13 sierpnia 2006 w meczu przeciwko Kansas City Royals zdobył pierwszego home runa, zaś 28 maja 2008 w spotkaniu z Chicago White Sox pierwszego grand slama w MLB.
W grudniu 2008 w ramach wymiany zawodników, w której udział wzięły trzy zespoły, przeszedł do Seattle Mariners. W 2010 został wyróżniony spośród zapolowych, otrzymując Złotą Rękawicę. W 2014 z powodu problemów zdrowotnych nie zagrał w żadnym meczu. Sezon 2015 rozpoczął od występów w Tacoma Rainiers (Triple-A), a do składu Mariners został przesunięty 24 czerwca. 21 lipca 2015 w meczu przeciwko Detroit Tigers w pierwszej połowie ósmej zmiany, jako pinch hitter zdobył grand slama, wyprowadzając swój zespół na prowadzenie 11–8. Mariners ostatecznie wygrali 11–9.
W lutym 2017 podpisał roczny kontrakt z Los Angeles Dodgers.

## Nagrody i wyróżnienia
| Nagroda/wyróżnienie | Lata | Źródło |
| Gold Glove Award    | 2010 | [ 1 ]  |